# NS 1500 (stoomlocomotief)
NS 1500 was een serie sneltreinstoomlocomotieven van de Nederlandse Spoorwegen (NS) en diens voorgangers Maatschappij tot Exploitatie van Staatsspoorwegen (SS) en Nederlandsche Centraal-Spoorweg-Maatschappij (NCS).

## Geschiedenis
Nadat de NCS in 1890 tijdelijk de 2'B sneltreinlocomotief 105 van de Nederlandsche Rhijnspoorweg-Maatschappij had gehuurd, en zeer tevreden over dit type was, kwam de NCS in 1891 met de SS overeen dat de SS een vijftal sneltreinlocomotieven zou bestellen en deze aan de NCS te verhuren voor het toenemende aantal sneltreinen tussen Utrecht en Zwolle. De serie 21-25 werd in 1892 door Neilson and Company in Glasgow geleverd. In 1894 kocht de NCS deze locomotieven van de SS.
In 1900 werd de serie uitgebreid met de 26-27, welke eveneens door Neilson and Company werden geleverd. Bij deze twee locomotieven was de stoomdom meer naar voren geplaatst en de watervoorraad in de tender was vergroot tot 14 m3.
Een tweede nabestelling werd in 1902 door Henschel & Sohn te Kassel geleverd als 28-30. Deze drie locomotieven weken op meerdere punten af van de door Neilson and Company geleverde locomotieven, maar kregen eveneens een tender met een watervoorraad van 14 m3.
Bij de NCS ondergingen de locomotieven meerdere wijzigingen, waarbij niet elke wijziging bij elke locomotief werd uitgevoerd. Tussen 1901 en 1904 werden de tenders van de 21-25 vervangen door in de eigen werkplaats in Utrecht gebouwde tenders met een watervoorraad van 14 m3. De oude tenders werden gebruikt voor de 16-20.
In 1906 werd de 21 voorzien van nieuwe cilindergietstukken met een grotere middellijn en zuigerschuiven, gevolgd door de 25 in 1908.
In 1908-1910 bouwden Werkspoor en Maffei drie nieuwe ketels met een maximum stoomspanning van 12,25 kg/cm2, welke voor diverse locs uit de serie 21-27 gebruikt zijn.
De 25 werd in 1914 voorzien van een vlambuisoververhitter en de 21 werd in 1915 voorzien van een volbezette oververhitter.
In 1919 werd de exploitatie van de NCS overgenomen door de SS, waarbij deze locomotieven in de SS-nummering werden opgenomen als 481-490. Bij de samenvoeging van het materieelpark van de SS en de HSM in 1921 kregen de locomotieven van deze serie de NS-nummers 1501-1510.
De NS zette de bij de NCS gestarte verbouwingen voort door de 1502-1504 en 1506-1507 te voorzien van nieuwe cilindergietstukken met een grotere middellijn en zuigerschuiven. Tevens werden de 1501-1507 voorzien van ketels met een Schmidt-oververhitter. De 1508-1510 zijn nimmer van een oververhitter voorzien en behielden ook de oorspronkelijke cilindergietstukken.
De 1508-1509 werden in 1927 verkocht aan het Spoorwegbouwbedrijf, de 1510 werd in in dat jaar afgevoerd.
De 1502-1507 werden tussen 1935 en 1939 afgevoerd. Alleen de 1501 heeft de Tweede Wereldoorlog nog meegemaakt, maar heeft gedurende de oorlogsjaren voornamelijk als verwarmingsketel op het station Maastricht dienstgedaan. Aan het eind van de oorlog werd de 1501 door de Duitsers meegenomen, waarna de locomotief in oktober 1945 weer terugkeerde. Kort daarop, nog in het jaar 1945, werd de loc afgevoerd.

## Kenmerken
| NS 1500                           | NS 1500                                      | NS 1500                                      | NS 1500         |
| --------------------------------- | -------------------------------------------- | -------------------------------------------- | --------------- |
| Aantal                            | 5                                            | 2                                            | 3               |
| Nummering NCS                     | 21-25                                        | 26-27                                        | 28-30           |
| Nummering SS                      | 481-485                                      | 486-487                                      | 488-490         |
| Nummering NS                      | 1501-1505                                    | 1506-1507                                    | 1508-1510       |
| Fabrikant                         | Neilson and Company                          | Neilson and Company                          | Henschel & Sohn |
| In dienst                         | 1892                                         | 1900                                         | 1902            |
| Uit dienst                        | 1936-1945                                    | 1935-1937                                    | 1927            |
| Asindeling                        | 2'B                                          | 2'B                                          | 2'B             |
| Spoorwijdte                       | 1435 mm                                      | 1435 mm                                      | 1435 mm         |
| Gewicht locomotief                | 50 ton                                       | 50 ton                                       | 48 ton          |
| Gewicht tender                    | 35 ton                                       | 35 ton                                       | 35 ton          |
| Middellijn drijfwielen            | 2150 mm                                      | 2150 mm                                      | 2150 mm         |
| Middellijn loopwielen             | 1086 mm                                      | 1086 mm                                      | 1086 mm         |
| Middellijn tenderwielen           | 1184 mm                                      | 1184 mm                                      | 1184 mm         |
| Lengte over buffers               | 17.156 mm                                    | 17.156 mm                                    | 17.256 mm       |
| Hoogte                            | 4267 mm                                      | 4267 mm                                      | 4367 mm         |
| Maximumsnelheid                   | 100 km/u                                     | 100 km/u                                     | 90 km/u         |
| Verwarmd oppervlak vuurkist       | 10,0 m2, later 10,5 m2                       | 10,0 m2, later 10,5 m2                       | 11 m2           |
| Verwarmd oppervlak vlampijpen     | 88 m2, later 71,5 m2                         | 88 m2, later 71,5 m2                         | 92 m2           |
| Verwarmd oppervlak oververhitter  | geen, later enkele 25 m2                     | geen, later enkele 25 m2                     | geen            |
| Roosteroppervlak                  | 2,07 m2 of 1,97 m2                           | 2,07 m2 of 1,97 m2                           | 2,10 m2         |
| Maximum stoomspanning             | 10,3 kg/cm2, later 12,25 kg/cm2 of 12 kg/cm2 | 10,3 kg/cm2, later 12,25 kg/cm2 of 12 kg/cm2 | 12,25 kg/cm2    |
| Aantal cilinders                  | 2                                            | 2                                            | 2               |
| Middellijn x slaglengte cilinders | 457 x 660 mm, later 482 x 660 mm             | 457 x 660 mm, later 482 x 660 mm             | 457 x 660 mm    |
| Stoomverdeling                    | Stephenson                                   | Stephenson                                   | Stephenson      |
| Waterinhoud                       | 12 m3, later 14 m3                           | 14 m3                                        | 14 m3           |
| Brandstofvoorraad                 | 3 ton kolen                                  | 3 ton kolen                                  | 3 ton kolen     |
| Trekkracht                        | 4600 kg, later 6120 kg of 5990 kg            | 4600 kg, later 6120 kg of 5990 kg            | 5500 kg         |
| Soortmerk NS zonder oververhitter | P3                                           | P3                                           | P3              |
| Soortmerk NS met oververhitter    | PO1                                          | PO1                                          | n.v.t.          |

## Overzicht
| Fabrikant           | Fabrieksnummer | Bouwjaar | NCS nummer | SS nummer | NS nummer | Afvoer | Bijzonderheden                       |
| ------------------- | -------------- | -------- | ---------- | --------- | --------- | ------ | ------------------------------------ |
| Neilson and Company | 4409           | 1892     | 21         | 481       | 1501      | 1945   |                                      |
| Neilson and Company | 4410           | 1892     | 22         | 482       | 1502      | 1936   |                                      |
| Neilson and Company | 4411           | 1892     | 23         | 483       | 1503      | 1939   |                                      |
| Neilson and Company | 4412           | 1892     | 24         | 484       | 1504      | 1939   |                                      |
| Neilson and Company | 4413           | 1892     | 25         | 485       | 1505      | 1936   |                                      |
| Neilson and Company | 5612           | 1900     | 26         | 486       | 1506      | 1937   |                                      |
| Neilson and Company | 5654           | 1900     | 27         | 487       | 1507      | 1935   |                                      |
| Henschel & Sohn     | 6209           | 1902     | 28         | 488       | 1508      | 1927   | Verkocht aan het Spoorwegbouwbedrijf |
| Henschel & Sohn     | 6210           | 1902     | 29         | 489       | 1509      | 1927   | Verkocht aan het Spoorwegbouwbedrijf |
| Henschel & Sohn     | 6211           | 1902     | 30         | 490       | 1510      | 1927   |                                      |